# 春の坂道
『春の坂道』（はるのさかみち）は、1971年1月3日から12月26日まで放送されたNHK大河ドラマ第9作。主演は中村錦之助。初回視聴率19.1%、最高視聴率27.5%、平均視聴率21.7%（関東地区、ビデオリサーチ調べ）。
山岡荘八の書き下ろし小説『春の坂道』（後に『柳生宗矩』と改題）、および小説『徳川家康』を原作として杉山義法が脚色。泰平の世を築くために遠くて険しい「春の坂道」を歩んでいく剣術家・柳生但馬守宗矩の生涯を、家康・秀忠・家光の徳川三代の時代を背景に、「一紙半銭も私せず」の剣禅一如の精神とともに描いた作品。

## 企画・制作
『三姉妹』に続く大河ドラマオリジナル企画の第2弾であるが、実際に原作小説が書き下ろされたのは、この『春の坂道』が最初である。書き下ろしが再び俎上に載ったのは、大河ドラマの原作小説の多くが売れ行きを伸ばしており、その収益を関連団体の日本放送出版協会（現・NHK出版）にもたらすことができないかという意見によるものだった。江戸幕府初期の将軍三代の時代を築いた人物に着目したプロデューサーの吉岡利夫が、山岡が柳生一族を調査していることを知って企画を持ち込み、山岡の快諾を得てスタートする。山岡は柳生宗矩を「陰にいた人間」「人間教育もした。それでいて平和思想者」と位置づけ、ドラマもそれに沿って作られた。山岡の執筆速度は速く、『三姉妹』のような混乱はなかった。
主役の中村錦之助（後・萬屋錦之介）の起用は「本人からの売り込み」を初め、複数の説がある。プロデューサーの吉岡利夫は「他にも候補がいたが、NHK内部の事情もあって決まらなかったところに、錦之助からの売り込みがあった」と述べている。
後に錦之助は「萬屋錦之介」に改名した後も、映画『柳生一族の陰謀』（1978年、東映）で宗矩役として主演した他、テレビドラマ『柳生新陰流』（1982年、テレビ東京）、『柳生武芸帳』（1990年 - 1992年、日本テレビ、山村聡が演じた第2作目の「十兵衛五十人斬り」（1990年10月1日放送）を除く）でも宗矩を演じるなど、宗矩を生涯の当たり役とした。

## 登場人物
太字は現存する最終回に登場

### 柳生家
- 柳生但馬守宗矩：中村錦之助

主人公。柳生新陰流を継承する当代随一の剣客。徳川将軍家兵法指南役であり、江戸幕府初代惣目付（大目付）。三代将軍家光からは「爺（じい）」と呼ばれ深く信頼されている。明への出兵を画策する家光を新陰流の奥義である「無刀取り」を用いて厳しく諌める。江戸の自邸にて没する。
- おりん（宗矩の正室）：小林千登勢
- 烏丸順子（宗矩の後妻）：松本留美

本作のメインヒロイン。公家の娘。生涯にわたって宗矩を支える。
- 七郎丸→柳生十兵衛：岡村清太郎（現・清元延寿太夫）→原田芳雄

宗矩の長男。「隻眼の剣豪」というイメージの強い人物だが、本作では史実に則り隻眼ではない。父との折り合いが悪く、「父上は鬼じゃ」と言い放つ。
- 柳生石舟斎：芥川比呂志
- 春桃御前（宗矩の母）：京塚昌子
- 柳生左門：山下雄大→田村亮
- 柳生又十郎：毛枝美路→清水綋治

宗矩の三男。廃嫡された十兵衛に代わって柳生家の嫡男となる。
- 兵助→柳生兵庫介：吉田次昭→村野武範
- 柳生厳勝：内藤武敏
- 柳生宗章：天野新士

### 徳川家
- 徳川家康：山村聡
- 徳川秀忠：青山哲也
- 竹千代→徳川家光：岡本隆成→市川海老蔵

徳川三代将軍。明の遺臣たちの要請を受け中国大陸への出兵を画策するが、宗矩の「無刀取り」を用いての厳しい諫言を受け、出兵を断念する。宗矩が病に倒れると自ら親しく宗矩邸を訪れ見舞う。その場にて宗矩から新陰流の奥義を伝授される。
- 春日局：司葉子
- お江与：岩崎加根子
- 千姫：木村菜穂
- 徳川忠長：舟木一夫
- 松平忠輝：石立鉄男
- 徳川義直：川代家継→花ノ本寿
- 徳川頼宣：古関八州夫
- 松平忠直：佐々木功

### 譜代大名
- 松平長四郎→松平信綱：大出俊

幕府老中。
- 本多正信：巌金四郎
- 本多正純：御木本伸介
- 土井利勝：江守徹
- 酒井忠世：石濱朗
- 青山忠俊：志村喬
- 鳥居元忠：黒川弥太郎
- 鳥居忠政：石田太郎
- 鳥居成次：城所英夫
- 大久保忠教：清水元
- 阿部重次：小林昭二

幕府老中。
- 三浦正次：秋元羊介
- 成瀬正成：高桐真
- 安藤直次：浅野進治郎
- 久世大和守：河村弘二

家光の側近。
- 朽木稙綱：佐竹明夫

### 豊臣家
- 豊臣秀吉：中村芝鶴
- 淀の方：岸田今日子
- 北政所→高台院：奈良岡朋子
- 豊臣秀次：伊藤孝雄
- お万の方：上月晃
- 一の御台：岩本多代
- 日秀：村瀬幸子
- 豊臣秀頼：片岡孝夫

### 豊臣家家臣
- 石田三成：中村敦夫
- 島左近：北村和夫
- 小西行長：草薙幸二郎
- 安国寺恵瓊：内田朝雄
- 大谷吉継：土屋嘉男
- 小早川秀秋：石橋正次
- 増田長盛：田島義文
- 前田玄以：森幹太
- 真田幸村：島田正吾
- 片桐且元：小山田宗徳
- 木村重成：島田順司
- 大野治長：山下洵一郎
- 雀部重政：安井昌二
- 不破伴作：田村正和

### 外様大名
- 伊達政宗：垂水悟郎
- 前田利家：加藤嘉
- 浅野長政：清水将夫
- 池田忠雄：片山明彦
- 福島正則：和崎俊哉
- 吉川広家：西沢利明
- 黒田長政：高橋悦史
- 加藤清正：瑳川哲朗
- 鍋島元茂：押方了
- 浮田左京亮→坂崎直盛：高橋英樹

### その他
- 沢庵宗彭：田村高廣
- 弥さ（村田弥三）：長門勇

宗矩に仕える従僕にして密偵。柳生の里出身。武芸と変装術に優れ、影から宗矩を支える。
- 村田弥五：頭師孝雄
- おさめ：倍賞美津子
- 木食応其：大滝秀治
- 烏丸光広：菅野忠彦
- 藤原惺窩：観世栄夫
- 服部丑之助→荒木又右衛門：若林豪
- 河合又五郎：入川保則
- 河合甚左衛門：西村晃
- 渡辺数馬：村井国夫
- 岩本孫右衛門：坂口芳貞
- 安藤治左衛門：渥美国泰
- 原三郎左：金田龍之介
- 俵春之助：橋爪功
- 小浜七之助：小坂一也
- おこう：坪内ミキ子
- おくに：太地喜和子
- お藤：島かおり
- おたき：奈美悦子
- やなぎ：林寛子
- 三浦の藤次：矢野宣
- 主馬：山本紀彦
- 野殿杢之助：廣田龍治
- その他：北村総一朗、下川辰平

## スタッフ
- 原作：山岡荘八『春の坂道』（後に『柳生宗矩』と改題）
- 脚本：杉山義法
- 音楽：間宮芳生
- 語り：福島俊夫
- テーマ音楽：三善晃
- テーマ演奏：NHK交響楽団
- 指揮：森正
- チェロ演奏：小野崎純
- 題字：山岡荘八
- 時代考証：稲垣史生
- 柳生新陰流指導：大坪指方
- 殺陣：尾型伸之介
- 制作：硲光臣、吉岡利夫
- 美術：斉藤博巳
- 技術：茶木勇
- 効果：広瀬洋介
- フィルム撮影：河野祐一
- 演出：小林利雄、斎藤暁、深町幸男、松尾剛

## 放送
特記がない限りウェブサイト「NHKクロニクル」の「NHK番組表ヒストリー」で確認。

### 通常放送時間
- NHK総合テレビジョン：毎週日曜 20時00分 - 20時45分
- （再放送）NHK総合テレビジョン：毎週土曜 13時25分 - 14時10分[注釈 2]

### 放送日程
- 第24回・25回は第9回参議院議員通常選挙特別番組放送のため45分繰り下げ。
- 第26回は当日のNHKニュース10分延長及び歌のグランドステージ5分延長のため15分繰り下げ。

| 放送回 | 放送日   | 題                    | 演出                     |
| ------ | -------- | --------------------- | ------------------------ |
| 第1回  | 1月 3日  | 大和の蛙 その一       | 小林利雄                 |
| 第2回  | 1月10日  | 大和の蛙 その二       | 深町幸男                 |
| 第3回  | 1月17日  | 大和の蛙 その三       | 斎藤暁                   |
| 第4回  | 1月24日  | 寺子屋大納言 その一   | 小林利雄                 |
| 第5回  | 1月31日  | 寺子屋大納言 その二   | 深町幸男                 |
| 第6回  | 2月 7日  | 寺子屋大納言 その三   | 斎藤暁                   |
| 第7回  | 2月14日  | 寺子屋大納言 その四   | 小林利雄                 |
| 第8回  | 2月21日  | 孤独太閤 その一       | 深町幸男                 |
| 第9回  | 2月28日  | 孤独太閤 その二       | 斎藤暁                   |
| 第10回 | 3月 7日  | 孤独太閤 その三       | 小林利雄                 |
| 第11回 | 3月14日  | 孤独太閤 その四       | 深町幸男                 |
| 第12回 | 3月21日  | 歴史は移る その一     | 斎藤暁                   |
| 第13回 | 3月28日  | 歴史は移る その二     | 深町幸男                 |
| 第14回 | 4月 4日  | 歴史は移る その三     | 深町幸男                 |
| 第15回 | 4月11日  | 歴史は移る その四     | 小林利雄 深町幸男 斎藤暁 |
| 第16回 | 4月18日  | 関ヶ原前夜 その一     | 小林利雄 深町幸男 斎藤暁 |
| 第17回 | 4月25日  | 関ヶ原前夜 その二     | 小林利雄 深町幸男 斎藤暁 |
| 第18回 | 5月 2日  | 人間戦争 その一       | 小林利雄 深町幸男 斎藤暁 |
| 第19回 | 5月 9日  | 人間戦争 その二       | 小林利雄 深町幸男 斎藤暁 |
| 第20回 | 5月16日  | 人間戦争 その三       | 小林利雄 深町幸男 斎藤暁 |
| 第21回 | 5月23日  | 人間戦争 その四       | 小林利雄 深町幸男 斎藤暁 |
| 第22回 | 5月30日  | 柳生の風 その一       | 深町幸男                 |
| 第23回 | 6月 6日  | 柳生の風 その二       | 深町幸男                 |
| 第24回 | 6月13日  | 柳生の風 その三       | 斎藤暁                   |
| 第25回 | 6月20日  | 次なる坂 その一       | 斎藤暁                   |
| 第26回 | 6月27日  | 次なる坂 その二       | 深町幸男                 |
| 第27回 | 7月 4日  | 大坂の陣 その一       | 深町幸男                 |
| 第28回 | 7月11日  | 大坂の陣 その二       | 斎藤暁                   |
| 第29回 | 7月18日  | 大坂の陣 その三       | 深町幸男                 |
| 第30回 | 7月25日  | 人間曼陀羅 その一     | 斎藤暁                   |
| 第31回 | 8月 1日  | 人間曼陀羅 その二     | 深町幸男                 |
| 第32回 | 8月 8日  | 人間曼陀羅 その三     | 斎藤暁                   |
| 第33回 | 8月15日  | 人間曼陀羅 その四     | 深町幸男                 |
| 第34回 | 8月22日  | 人間曼陀羅 その五     | 斎藤暁                   |
| 第35回 | 8月29日  | 元和の星辰 その一     | 深町幸男                 |
| 第36回 | 9月 5日  | 元和の星辰 その二     | 深町幸男                 |
| 第37回 | 9月12日  | 子の陰、父の陰 その一 | 斎藤暁                   |
| 第38回 | 9月19日  | 子の陰、父の陰 その二 | 斎藤暁                   |
| 第39回 | 9月26日  | 子の陰、父の陰 その三 | 深町幸男                 |
| 第40回 | 10月 3日 | 忠長卿始末 その一     | 斎藤暁                   |
| 第41回 | 10月10日 | 忠長卿始末 その二     | 斎藤暁                   |
| 第42回 | 10月17日 | 寛永武士道 その一     | 深町幸男                 |
| 第43回 | 10月24日 | 寛永武士道 その二     | 松尾剛                   |
| 第44回 | 10月31日 | 寛永武士道 その三     | 深町幸男                 |
| 第45回 | 11月 7日 | 寛永武士道 その四     | 深町幸男                 |
| 第46回 | 11月14日 | 柳生月影抄 その一     | 斎藤暁                   |
| 第47回 | 11月21日 | 柳生月影抄 その二     | 松尾剛                   |
| 第48回 | 11月28日 | 柳生月影抄 その三     | 斎藤暁                   |
| 第49回 | 12月 5日 | 柳生月影抄 その四     | 斎藤暁                   |
| 第50回 | 12月12日 | かくれんぼ その一     | 深町幸男                 |
| 第51回 | 12月19日 | かくれんぼ その二     | 斎藤暁                   |
| 最終回 | 12月26日 | かくれんぼ その三     | 深町幸男                 |

### 総集編
- 前編：1971年12月30日　19時20分から21時00分
- 後編：1971年12月31日　19時20分から20時50分

## 映像の現存状況
当時、マスターテープに使用されていた2インチVTRの保存が一般的ではなく、この時期の他の大河ドラマは総集編や一部の回のみ映像が現存している例が多いが、本作は総集編含め1回もNHKに保存されていなかった。その後、本来はカラー作品であるがモノクロで録画された最終回「かくれんぼ その三」のVTRがNHKに寄贈され、現在では同回のみNHKアーカイブスで視聴が可能となっている。2017年2月24日には最終回をリマスター化したDVDが発売された。
その他の映像はNHKにも保存が無いため、NHKでは制作関係者や一般視聴者らによって録画された同ドラマのビデオテープ提供の呼びかけを進めている。